# Louise Mancini
Pour les articles homonymes, voir Mancini.
Louise Antoinette Gogue connue comme Louise Mancini, née le 14 octobre 1881 au Havre et morte le 28 octobre 1964 à Paris 18e, est une soprano dramatique française.
Louise Mancini marqua le rôle de l'héroïne de La Vannina, drame lyrique en trois actes de Paul Bastide, sur un livret de Paul Choudens qui lui valut l'un de ses plus grands succès.

## Biographie
Louise-Antoinette Mancini est la fille d'Antoine Auguste Gogue, violoniste et professeur au conservatoire du Havre, et de Louise Stéphanie Mancini; elle est la sœur de Cécile Mancini, cantatrice et de Christiane Mancini, actrice.
Elle fait ses études au lycée de sa ville natale; elle se destine à la médecine mais montre, dès son plus jeune âge, des dispositions  pour la musique qu'elle travaille parallèlement à ses études. Après avoir fait un séjour en Allemagne, elle décide de commencer l'étude du chant et reçoit, à son retour à Paris, des leçons de Mme Léonce Détroyat et elle bientôt prête pour le concours d'admission au conservatoire supérieur de musique de Paris.
Reçue une des premières, en 1902, elle entre dans la classe de chant d'Ernest Masson. En 1904, elle prend part, pour la première fois, aux concours de fin d'année et remporte un second prix de chant et la médaille de solfège. L'année suivante, en 1905 elle remporte, les deux premiers prix, celui de chant (classe Masson), en interprétant le monologue d'Alceste de Lully et celui d'opéra (classe de Léon Melchissédec) en jouant le 5e acte de Patrie,, opéra d'Émile Paladilhe (1886).
Encore élève du conservatoire, Louise Mancini est choisie, en 1901, pour faire une création dans Armide de Gluck aux Arènes de Béziers.
À sa sortie du conservatoire, elle se fait entendre, pendant la saison 1905-1906, à Angoulême, La Rochelle, Rouen, le Havre, Cahors, Lille, Arras, Berlin. Francfort, le Mans, etc. En mai, juin et juillet 1906,  Louise Mancini fait partie d'une tournée lyrique entreprise par l'impresario Jacques Fermo pour faire connaître dans les principales villes de France, Chatterton, de Leoncavallo; dans le rôle de Jenny Clark, à Rouen, Reims, Dijon, Besançon, Lyon, Marseille, Bordeaux, etc. De retour à Paris, elle signe avec Pedro Gailhard son engagement à l'Opéra,  où elle joue la Walkyrie, Armide, Ariane, Tannhäuser, Faust. Elle est réengagée en 1908 par André Messager et Leimistin Broussan. 
Pendant la saison 1909-1910, elle va en représentation au théâtre des Arts de Rouen. En 1912, elle fait partie de la troupe du théâtre du casino de Vichy. En 1913, elle va en représentation à Vichy. 
De 1921 à 1930, elle fait partie de la troupe du théâtre municipal de Strasbourg, dont Paul Bastide est le chef d'orchestre,,, elle y chante l'hiver. En 1926, elle habite place de Bordeaux à Strasbourg. 
De 1921 à 1924, elle fait aussi partie de la troupe du théâtre du casino de Vichy, où Paul Bastide est directeur artistique, , elle y joue l'été. 
Elle est engagée par le Grand théâtre de Bordeaux pour la saison 1928-29
En 1931, elle fait l'adaptation française d'Ondine, joué au théâtre de Strasbourg; en 1932, l'adaptation française d'Oberon de Carl Maria von Weber, donné à Strasbourg le 8 mars, et à Vichy en 1933; en 1935, elle fait  la traduction de Jules César de Haendel joué à Strasbourg, le 8 janvier,. 
Elle meurt à l'Hôpital Bichat. Ses cendres reposent à côté de celles de son mari au columbarium du Père Lachaise, case 2547.

## Répertoire

### Opéra de Paris
Liste de son répertoire à l'Opéra de Paris :
- Siegrune dans La Walkyrie, 1906.
- Phénice dans Armide, 1907.
- Cypris dans Ariane, 1907.
- Vénus dans Tannhäuser, 1907, 1910[26].
- La Comtesse dans Rigolletto, 1908
- Troisième Norne dans Siegfried, 1908-1909[27].
- Lady Clarence dans Henry VIII, 1909.
- Urbain dans Les Huguenots, 1909, Paris, 1910, Rouen
- Stéfano dans Roméo et Juliette, 1909.
- Siebel dans Faust, 1909.
- Jemmy dans Guillaume Tell, 1909.
- Ortrude dans Lohengrin, 1909.
- Le Cyprès dans La Forêt, d'Augustin Savard, 1909, création[28].

### Théâtre des Arts de Rouen
Liste de son répertoire au Théâtre des Arts de Rouen :
- Mathilde dans Guillaume Tell, 1910
- Rôle-titre dans Thaïs, 1910.
- Elsa dans Lohengrin, 1910.
- Marguerite dans Faust, 1910.
- Brunhilde dans Sigurd, 1910.
- Charlotte dans Werther, 1910.
- Salomé dans Hérodiade, Rouen, 1910 ; Nantes, 1913[29] ; Strasbourg, 1920[30] ; Nancy, 1921[31].

### Théâtre municipal de Strasbourg
Liste de son répertoire au Théâtre municipal de Strasbourg :
- Miette Lacmel de Lucien Chevaillier, création 1922[32].
- Siegline dans La Walkyrie, 1923[33].
- Giovanna dans Monna Vanna, 1924[34].
- Astrareine dans l'opéra éponyme d'Emile Mawet (nl), 1924[35].
- Kundry dans Parsifal, 1925[36].
- Rôle-titre dans Saint-Odile de Marcel Bertrand, 1925[37].
- Rôle-titre dans La Vanina de Paul Bastide, sur un livret de Paul Chodens, 1926[2],[38], 1927[39].
- Fidelio, 1927[40], 1930[41].
- Le Crépuscule des dieux, 1929[42].

- Ysolde dans Tristan und Isolde, 1929[43],[44]

### Théâtre du casino de Vichy
- Rôle-titre dans La Vanina de Paul Bastide, sur un livret de  Paul Chodens, 1926[45].
- Desdémone dans Othello, 1926[46].